# Amaranthus tuberculatus
Amaranthus tuberculatus är en amarantväxtart som först beskrevs av Horace Bénédict Alfred Moquin-Tandon, och fick sitt nu gällande namn av J. D. Sauer. Amaranthus tuberculatus ingår i släktet amaranter, och familjen amarantväxter. Inga underarter finns listade i Catalogue of Life.